# 2512-es mellékút (Magyarország)
A 2512-es számú mellékút egy bő négy kilométeres hosszúságú, négy számjegyű mellékút Borsod-Abaúj-Zemplén vármegyében, a Bükkben.

## Nyomvonala
A 2505-ös útból ágazik ki, annak a 29+350-as kilométerszelvénye közelében, dél felé, Répáshuta külterületén. Kacskaringós, szerpentines vonalvezetéssel közelíti meg a völgyben fekvő falut, majd végighalad annak központján. Amikor a település déli szélén, nem sokkal a második kilométerének megtétele előtt eléri a Hór-patak folyását, amellé szegődik, és délkelet felé húzódik – itt már korlátozott forgalmú, kövezett erdei útként –, amíg el nem éri a 2511-es utat. Abba torkollva ér véget, annak 26+200-as kilométerszelvénye közelében.
Teljes hossza az országos közutak térképes nyilvántartását szolgáló kira.gov.hu adatbázisa szerint 4,526 kilométer.